# Bathyplectes carthaginiensis
Bathyplectes carthaginiensis là một loài tò vò trong họ Ichneumonidae.